# Cambridgea sylvatica
Cambridgea sylvatica är en spindelart som beskrevs av Forster och Wilton 1973. Cambridgea sylvatica ingår i släktet Cambridgea och familjen Stiphidiidae. Inga underarter finns listade.